# Chlorophorus disconotatus
Chlorophorus disconotatus är en skalbaggsart som först beskrevs av Maurice Pic 1908.  Chlorophorus disconotatus ingår i släktet Chlorophorus och familjen långhorningar. Inga underarter finns listade i Catalogue of Life.